# Глобальная стратегия
Глобальная стратегия — вид компьютерных стратегических игр, в котором игрок принимает участие в целом периоде мировой истории, управляя государством; при этом игра учитывает различные факторы развития государств — экономический, военный, культурный, социальный и политический.
Выделение жанра глобальной стратегии характерно для русскоязычных специалистов. Игры жанра могут значительно отличаться друг от друга по игровому процессу, но они имеют схожие особенности, выделяющие историческую компоненту. Самой первой глобальной стратегией считается Civilization, вышедшая в 1991 году, но формирование жанра как правило, относят к началу 2000-х гг.

## Терминология
Строго говоря, не существует единого понимания термина «глобальная стратегия», и при этом выделение этого жанра характерно для русскоязычных специалистов. На Западе игры, рассматриваемые как глобальные стратегии, относят к двум другим жанрам — 4X, в который включаются игры, подобные Civilization или Master of Orion, и grand strategy, например, исторические игры, выпускаемые шведской компанией Paradox Entertainment и рассматриваемые как подвид варгеймов. Есть мнение, что такое разделение спорно, поскольку у первых и вторых игр немало общего друг с другом.

## Особенности
Глобальные стратегии могут заметно отличаться друг от друга по игровому процессу: быть пошаговыми, как Civilization, Master of Orion или Age of Wonders, идти в реальном времени, как Victoria: An Empire Under the Sun и Hearts of Iron, или смешивать элементы того и другого, как Rome: Total War. В отличие от типичных стратегий в реальном времени, в глобальных стратегиях исход партии — результат точного расчёта, а не навыков скорости; однако роль тактики сильно меняется в рамках жанра.
Историк Кирилл Яблоков определяет характерные признаки глобальной стратегии следующим образом:
- в глобальных стратегиях действие игрока всегда включено в определённую историческую эпоху;
- развитие игровых событий происходит строго по исторической хронологии;
- в игровое пространство игры включает максимальное количество исторических персонажей, событий, действий разыгрываемой эпохи;
- игровой ландшафт глобальных стратегий базируется на реально существовавшем или существующим исторически сложившемся пространстве.

## История
Civilization считается первой глобальной стратегией. Вместе с тем элементы, характеризующие жанр, присутствуют в более ранних играх, таких как Reach for the Stars, Stellar Crusade, Imperium. В контексте глобальных стратегий Civilization отличалась использованием исторического основания в сценарии игры, время и его влияние как отдельный элемент игрового процесса, возможность игроку создать свою собственную «историю», идентификация игрока с выбранной цивилизацией-страной. Влияние Civilization было таково, что десятки игр заимствовали у неё идеи или копировали игровой процесс целиком.
В 1990-х у Civilization не было конкурентов в жанре, и только в начале 2000-х гг., на созданной основе сформировывается новый для индустрии компьютерных игр жанр глобальных стратегий.
Среди космических глобальных стратегий выделяется оказавшее влияние на развитие серия игр Master of Orion, в играх которой введены конструирование рас и их сожительство, разделение в системах звёзд и планет, концепция сборки кораблей из модулей. Другими значимыми играми в космическом сеттинге называются Galactic Civilizations и Distant Worlds.
Hearts of Iron в 2002 году становится первой глобальной стратегией, посвящённой Второй Мировой войне.
Вышедшая в 2005 году Sid Meier’s Civilization IV вводит понятие религий, боевая система в Sid Meier’s Civilization V сместилась в сторону варгеймов.
Shogun: Total War и её сиквелы сместили акцент на тактическую составляющую и ввели реальное время, что снизило стратегическую масштабность и поставило во главу угла битвы. Значимыми играми жанра считаются работы от Paradox Interactive (Europa Universalis, Hearts of Iron и другие), в которых получила своё развитие экономика, дипломатия, микроменеджмент и его автоматизация, введена трёхмерная графика.